# Songsang Moungyon
Songsang Moungyon (thailändisch ส่องแสง ม่วงโยน, * 4. August 2000) ist ein thailändischer Fußballspieler.

## Karriere
Songsang Moungyon spielte 2019 beim Bangmod FC in Bangkok. Mit dem Verein spielte er dreimal in der Thailand Amateur League. Seit 2021 steht er beim Navy FC unter Vertrag. Der Verein aus Sattahip in der Provinz Chonburi spielt in der zweiten thailändischen Liga. Sein Zweitligadebüt gab Songsang Moungyon am 26. März 2022 (29. Spieltag) im Auswärtsspiel gegen den Lamphun Warriors FC. Hier wurde er in der 83. Minute gegen Sakkranvit Nimma eingewechselt. Die Warriors gewannen das Spiel 4:0. Am Ende der Saison 2021/22 musste er mit der Navy als Tabellenletzter in die dritte Liga absteigen. Nach insgesamt 29 Ligaspielen wurde sein Vertrag im Sommer 2024 nicht verlängert. Im August 2024 unterschrieb er einen Vertrag beim ebenfalls in Satthahip beheimateten Drittligisten Air and Coastal Defence Command FC.